# Campeonato de China de Fórmula 4
El Campeonato de China de Fórmula 4 es una serie de automovilismo de monoplazas que se rige por las regulaciones de la FIA Fórmula 4. La temporada inaugural se celebró en 2015-16, y se lleva a cabo principalmente en China.

## Historia
Gerhard Berger y la Comisión de la FIA Singleseater lanzaron la Fórmula 4 en marzo de 2013.
El objetivo de la Fórmula 4 era hacer que la escalera a la Fórmula 1 fuera más transparente. Además de los reglamentos deportivos y técnicos, los costos también están regulados. Un automóvil para competir en esta categoría no puede exceder € 30'000 y una sola temporada en la Fórmula 4 no puede exceder € 100'000. El campeonato chino fue lanzado por Narcar International Racing Development Co., Ltd. el 11 de septiembre de 2014.

## Monoplazas
Los autos del campeonato están diseñados y construidos por el constructor francés de autos de carrera Mygale. Esto están hechos de fibra de carbono y tienen chasis monocasco. El motor está compuesto por 2.0 turbo Geely G-Power JLD-4G20.

## Campeones

### Pilotos
| Temporada | Campeón         | Equipo                                    | Carreras | Poles | Victorias | Podios | VR | Puntos |
| --------- | --------------- | ----------------------------------------- | -------- | ----- | --------- | ------ | -- | ------ |
| 2015–16   | Julio Acosta    | Champ Motorsport                          | 8 de 10  | 2     | 7         | 7      | 5  | 202    |
| 2016      | Bruno Carneiro  | UMC Utah Motorsports Campus               | 15 de 15 | 1     | 8         | 14     | 7  | 302    |
| 2017      | Charles Leong   | BlackArts Racing Team                     | 17 de 21 | 4     | 12        | 14     | 11 | 345    |
| 2018      | Jordan Dempsey  | Pinnacle Motorsport                       | 18 de 21 | 3     | 8         | 15     | 14 | 320    |
| 2019      | Conrad Clark    | BlackArts Racing Team                     | 17 de 17 | 3     | 12        | 16     | 10 | 379    |
| 2020      | He Zijian       | Smart Life Racing Team                    | 10 de 10 | 1     | 2         | 7      | 4  | 193    |
| 2021      | Andy Chang      | Chengdu Tianfu International Circuit Team | 10 de 10 | 1     | 1         | 9      | 2  | 254    |
| 2022      | Gerrard Xie     | Smart Life Racing Team                    | 14 de 14 | 7     | 12        | 13     | 11 | 375    |
| 2023      | Tiago Rodrigues | Champ Motorsport                          | 20 de 20 | 2     | 7         | 15     | 6  | 346    |

### Equipos
| Temporada | Escudería                                 | Poles | Victorias | Podios | VR | Puntos |
| --------- | ----------------------------------------- | ----- | --------- | ------ | -- | ------ |
| 2017      | BlackArts Racing Team                     | 4     | 15        | 29     | 12 | 685    |
| 2018      | BlackArts Racing Team                     | 3     | 8         | 18     | 5  | 478    |
| 2019      | BlackArts Racing Team                     | 3     | 12        | 20     | 10 | 479    |
| 2020      | LEO GEEKE Team                            | 0     | 0         | 6      | 0  | 211    |
| 2021      | Chengdu Tianfu International Circuit Team | 1     | 1         | 9      | 2  | 298    |
| 2022      | Smart Life Racing Team                    | 7     | 12        | 21     | 11 | 401    |
| 2023      | Champ Motorsport                          | 2     | 7         | 22     | 7  | 612    |

## Circuitos
- Negrita denota un circuito de Fórmula 1 que actualmente está en el calendario.

| Número | Países, Circuitos                  | Rondas | Temporadas               |
| ------ | ---------------------------------- | ------ | ------------------------ |
| 1      | Circuito Internacional de Zhuhai   | 12     | 2015-2021, 2023          |
| 2      | Circuito Internacional de Ningbó   | 10     | 2017-2019, 2021-presente |
| 3      | Circuito Internacional de Shanghái | 8      | 2015-2019                |
| 4      | Circuito da Guia                   | 3      | 2020-2022                |
| 5      | Circuito Chengdu Goldenport        | 3      | 2016-2018                |
| 6      | Circuito del parque Goldenport     | 3      | 2015-2017                |
| 7      | Qinhuangdao Shougang Racing Valley | 1      | 2019                     |
| 8      | Circuito callejero de Wuhan        | 1      | 2018                     |